# Office national interprofessionnel des grandes cultures
L'Office national interprofessionnel des grandes cultures (ONIGC) est un office agricole français créé par la loi d'orientation agricole du 5 janvier 2006. Au 1er juin 2006, il est issu de la fusion des anciens Office national interprofessionnel des céréales (ONIC), Fonds d’intervention et de régularisation du marché du sucre (FIRS) et Office national interprofessionnel des oléagineux, protéagineux et cultures textiles (ONIOL).
C'est un établissement public à caractère industriel et commercial français sous la tutelle du ministère de l'Agriculture.
Le terme de grandes cultures fait référence aux céréales (blé, maïs...), aux oléagineux (colza, tournesol, olivier...) , aux protéagineux (soja, pois...) et autres cultures mécanisées à grande échelle (betterave à sucre, pomme de terre...). 
Supprimé en 2009, il est remplacé par l'Établissement national des produits de l'agriculture et de la mer (FranceAgriMer).

## Historique
L'Office est l'héritier actuel de l'Office national interprofessionnel du blé, créé le 15 août 1936 par le Front populaire pour stabiliser le marché de cette céréale alors essentielle et garantir des revenus aux producteurs (la France était à 50 % rurale à l'époque) par une politique dirigiste de prix. Il reçoit le monopole de l'exportation et de l'importation du blé et de la farine afin d'apaiser les colères paysannes qui se dessinent. L'office est placé sous le contrôle du ministère des Finances et du ministère de l'Agriculture.
Les membres de son conseil général représentent les divers partenaires économiques (producteurs, coopératives, minotiers, intermédiaires, consommateurs) et doivent établir un « juste prix ». Lors des deux premières années de son fonctionnement, faute d'accord, le gouvernement fixa les prix. Un sénateur de droite, Charles Desjardins, déclara qu'il est « le plus beau monument d'organisation marxiste que l'on connaisse ».
L'Office du blé va profondément modifier la structure du marché des céréales et accélérer l’émergence de nouvelles coopératives céréalières.
Le succès de l'Office et la nécessité d'une régulation durant les années de guerre entraînent sa prolongation au-delà des années 1945.
Le prix du blé reste fixé jusqu'en 1953 par l'Office, devenu en 1940, l'Office national interprofessionnel des céréales (ONIC). Cette administration accompagne la mise en place de la politique agricole commune à partir de 1962 (mécanisme d'intervention), puis ses réformes successives en 1992 (mise en place du paiement à la surface, du gel des terres) et 2003.
L'Office disparait en 2009, et est absorbé par FranceAgriMer.

## Missions
L'Office a trois missions principales :
- l'intervention auprès des professionnels de la filière pour garantir leur revenu
- la stabilisation des prix des produits
- l'étude et la prospective sur les marchés

L'Office participe au fonctionnement de la politique agricole commune : politique de stockage, de restitution aux exportations.

## Moyens
L'Office compte 17 directions régionales et un total de 650 agents. Son siège est basé, depuis juillet 2007, à Montreuil (Seine-Saint-Denis).